# Eva Schulze-Knabe
Eva Schulze-Knabe (Pirna, 1907. május 11. – Drezda, 1976. július 15.) német művész és festőművész. A Harmadik Birodalom idején az ellenállás tagja volt, később az NDK-ban alkotott, politizált.

## Válogatott festményei
- Straße mit violetten Bäumen. 1930.
- Hilde Ulbricht. 1933 (?).
- Blick vom Hohen Stein. 1935.
- Waschfrau in Hohnstein. (Selbstbildnis) 1935.
- Selbstportrait. 1938.
- Selbstportrait. 1947.
- Urteilsverkündung vorm NS-Volksgerichtshof. 1947.
- Verhandlung vorm NS-Volksgerichtshof. 1947.
- Erschießung. 1947.
- Leichen in Dresden 1947 (2×).
- Bildnis Frau S. 1955.
- Arbeiterfrau (Meine Aufwartung). 1955.
- Im Frühling. 1956.
- Held der Arbeit Karl Krüger. 1957.
- Winterlandschaft. 1958.
- Die Thälmannstraße im Aufbau. 1959.
- Selbstbildnis mit Hut. 1959.
- Aufbau Seevorstadt West. 1960.
- Wüste (Syrien). 1964.
- Blick zum Zelleschen Weg. 1967.
- Braunkohletagebau. 1960er/1970er.
- Schacht Gittersee mit blühenden Bäumen. 1973.
- Ein Wintertag in Dresden-Strehlen.